# Stigler
Stigler è un comune degli Stati Uniti d'America, situato nello Stato dell'Oklahoma, nella contea di Haskell, della quale è il capoluogo.